# Antigua and Barbuda Defence Force

380X Defender der ABDF-Küstenwache

Die Antigua and Barbuda Defence Force (ABDF; deutsch Verteidigungskräfte von Antigua und Barbuda) sind die Streitkräfte des Staates Antigua und Barbuda und wurden mit der Unabhängigkeit des Staates am 1. September 1981 gegründet. Das Hauptquartier befindet sich im Camp Blizzard in Coolidge. Die ABDF ist mit 180 Mann (Stand 2021) die kleinste Streitkraft eines unabhängigen Staates weltweit.

## Geschichte
Die Streitkräfte gehen in der Tradition zurück auf eine 1897 gegründete Freiwilligeneinheit, die von Zuckerrohrfarmern zur Durchsetzung eigener Interessen ins Leben gerufen wurde und später auf die Antigua Defence Force (ADF) und Barbuda Defence Force (BDF) bis zur Unabhängigkeit.
Seit 1995 untersteht der ABDF auch die Küstenwache (Antigua and Barbuda Defence Force Coast Guard – ABDF CG), die aus der Marine-Einheit der Polizei hervorging.
Die USA übernehmen einen wichtigen Teil in der nationalen Sicherheitspolitik. Sie unterhielten seit dem Zweiten Weltkrieg einen Luftwaffen- und Marinestützpunkt auf Antigua. Der Marinestützpunkt wurde 1995 aufgegeben und beherbergt heute das Hauptquartier der ABDF. Der Nutzungsvertrag über die am internationalen Flughafen von St. John’s gelegene Antigua Air Station lief bis 2008.
Mit den Royal Saint Kitts and Nevis Defence Forces (SKNDF), den Streitkräften des Inselstaates St. Kitts und Nevis besteht eine Kooperation. Mit den US-Streitkräften wurden mehrmals Übungen (Field Training Exercises (FTX)) durchgeführt, zuletzt das multinationale Non-lethal Weapons-Training Tradewinds 2011 mit 21 Nationen.
Der Verteidigungshaushalt von Antigua und Barbuda belief sich 2021 auf etwa 7,4 Millionen US-Dollar und damit 0,5 % des Bruttoinlandsprodukts.

## Struktur
Die Einheiten der ABDF unterstehen in Friedenszeiten dem Verteidigungsminister, derzeit Colonel Ivor Thomas. Oberbefehlshaber ist der Premierminister, derzeit Gaston Browne, der von einem sechsköpfigen Nationalen Sicherheitsrat (National Security Council – NSC) unterstützt wird.
Die Streitkräfte gliedern sich wie folgt:
- Antigua and Barbuda Regiment, 1995 gegründet und besteht aus einer Infanterieeinheit (First Battalion Antigua Barbuda Regiment – 1ABR) mit vier Kompanien und einer Unterstützungseinheit (Support and Service Unit)
- Antigua and Barbuda Coast Guard (ABDF CG, Küstenwache) und
- Antigua and Barbuda Cadet Corps, dem Kadettenkorps (National Cadet Corps – ABDF).

Marinestreitkräfte und Luftstreitkräfte werden nicht unterhalten. In allen Einheiten können auch Frauen dienen. Mit Ausnahme der Küstenwache sind alle Einheiten in Camp Blizzard, einem ehemaligen U.S.-Navy-Stützpunkt stationiert. Die Küstenwache ist mit ihren drei kleinen Patrouillenbooten im Hafen von St. John’s stationiert.

## Aufgaben
Die Aufgaben der Streitkräfte umfassen vor allem die Gewährleistung der inneren Sicherheit, Bekämpfung des Drogenschmuggels, den Schutz der Fischereirechte und die Verhinderung von Meeresverschmutzungen sowie Rettungs- und Katastropheneinsätze.
Die Royal Antigua and Barbuda Police Force (RABPF) mit rund 600 Polizisten zählt neben den Streitkräften zu einem wichtigen Element der Sicherheit des Inselstaates.

## Einsätze
- 1982 nahmen 14 Soldaten der Royal Antigua and Barbuda Defence Force während der Operation Urgent Fury an der Invasion in Grenada teil.
- 1990 wurden 12 Soldaten zur Friedenssicherung nach einem gescheiterten Putschversuch nach Trinidad geschickt.
- 1995 nahmen Soldaten an der Operation Uphold Democracy in Haiti teil.
- 2007 auf St. Vincent
- 2010 in Haiti